# Ja'akov Moše Toledano
Ja'akov Moše Toledano (hebrejsky יעקב משה טולדאנו‎, 18. srpna 1880 – 15. října 1960) byl izraelský rabín a vrchní rabín Káhiry, Alexandrie a Tel Avivu. V letech 1958 až 1960 zastával v izraelské vládě post ministra náboženství.

## Biografie
Narodil se v Tiberiadě v palestinské části Osmanské říše do rodiny marockých Židů původem z Meknes. Ve svém rodném městě získal vzdělání a stal se rabínem. V roce 1903 Tiberias s rodinou po epidemii cholery opustil a přesídlil do Peki'in na severu země. Na počátku první světové války byl spolu s dalšími 700 Židy francouzského (severoafrického) původu vyhoštěn ze země a poslán do exilu na Korsiku. Během svého života působil jako rabín na Maltě a jako vrchní rabín v Káhiře a Alexandrii. Od roku 1942 až do své smrti pak působil jako sefardský vrchní rabín Tel Avivu.
Ačkoli nebyl členem Knesetu, byl 3. prosince 1958 jmenován ministrem náboženství a tento post zastával až do 30. listopadu následujícího roku. Poté, co premiér David Ben Gurion sestavil 17. prosince 1959 novou vládu, vrátil se Toledano zpět do čela ministerstva náboženství, kde setrval až do října 1960.
Zemřel v roce 1960 ve věku 80 let a je pochován na jeruzalémském hřbitově Har ha-Menuchot.